# Kingfisher (Oklahoma)
Kingfisher es una ciudad ubicada en el condado de Kingfisher en el estado estadounidense de Oklahoma. En el año 2010 tenía una población de 	4633 habitantes y una densidad poblacional de 	432,99 personas por km².

## Geografía
Kingfisher se encuentra ubicada en las coordenadas 35°51′22″N 97°56′04″O / 35.856216, -97.934517.

## Demografía
Según la Oficina del Censo en 2000 los ingresos medios por hogar en la localidad eran de $36,059 y los ingresos medios por familia eran $47,037. Los hombres tenían unos ingresos medios de $31,818 frente a los $17,750 para las mujeres. La renta per cápita para la localidad era de $19,117. Alrededor del 11.3% de la población estaban por debajo del umbral de pobreza.